# Archichlora hemistrigata
Archichlora hemistrigata là một loài bướm đêm trong họ Geometridae.